# Depressione esistenziale
(Eugenio Montale)
La depressione esistenziale  «... è un'espressione introdotta dallo psichiatra tedesco Heinz Häfner per indicare quella forma depressiva che non ha rapporti con precedenti traumi psichici ma con tutto il senso della vita, quando il soggetto avverte sfuggirgli il raggiungimento e la realizzazione di scopi e valori che hanno rappresentato l’aspirazione di tutta la sua vita.»
Si tratterebbe di una forma di depressione non causata da fenomeni patologici organici o di tipo psicologico ma derivante da una più o meno chiara consapevolezza, risultante da considerazioni sentimentali e analisi razionali, della propria realtà esistenziale, tale da condurre a una modalità di vita simile alla depressione nevrotica o psicogena in senso classico. La stessa espressione di depressione esistenziale fu poi ripresa qualche anno dopo da W.T. Winkler che ne ipotizzava un trattamento psicoterapeutico. 
La depressione esistenziale è oggetto di studio soprattutto della psicologia esistenziale e della psichiatria fenomenologica, correnti che hanno cercato di instaurare un rapporto costitutivo con la filosofia, in particolare con quella di Edmund Husserl e di Martin Heidegger per cui l'uomo è essere-nel-mondo la cui esistenza rappresenta la condizione medesima dell'essere e della conoscenza; in questo senso, anche la psicopatia è un modo di essere nel mondo in quanto il malato è un soggetto che sta fornendo la sua risposta, unica e irripetibile, al fondamento stesso dell'esistenza. La depressione è un complesso di disturbi mentali associati alla sfera emotiva. Il disturbo è caratterizzato dal fatto che una persona sperimenta ansia, malinconia, senso di colpa, ecc. Ci sono anche deterioramento nella sfera dell'attività mentale.

## La psichiatria fenomenologica e il modello biopsicosociale
La psichiatria fenomenologica nasceva dalla constatazione dei limiti della psichiatria positivista ottocentesca (psichiatria organicista) che interpretava la malattia mentale come fosse esclusivamente di origine organica e quindi modellava il suo metodo sull'esempio delle scienze naturali ma questo le impediva di concepire lo psichico, poiché lo statuto anonimo e meccanicistico, proprio dei modelli neuroscientifici, non avrebbe mai permesso di capire il vissuto del singolo paziente. Il contributo che la riflessione filosofica ha dato alla psichiatria fenomenologica è stato proprio quello di aiutarla a superare quel paradigma organicista ("biomedico") e di provare a porsi nei confronti del paziente nell'ottica del paradigma che oggi viene detto bio-psico-sociale, una strategia di approccio alla persona, che attribuisce il risultato della malattia, così come della salute, all'interazione intricata e variabile di fattori biologici (genetici, biochimici, ecc.), fattori psicologici (umore, personalità, comportamento ecc.) e fattori sociali (culturali, familiari, socioeconomici , ecc.) da identificare e correggere. Il modello biopsicosociale trova applicazione in discipline che vanno dalla medicina alla psicologia alla sociologia; la sua accettazione e prevalenza variano tra discipline e culture.

## Binswanger e la "fenomenologia oggettiva"
Ludwig Binswanger, in particolare, evidenziando la difficoltà di distinguere nei casi più gravi la depressione nella sua "forma esistenziale" (Daseinsgestalt) dalla depressione clinica affermò di trovarsi di fronte a una fenomenologia solo soggettiva: essa infatti «si limita a confrontarsi con [...] le esperienze soggettive (normali o patologiche) di una persona, escludendo, con questo, che la psichiatria possa consegnare significati alle esperienze psicotiche che non possono essere rivissute da ciascuno di noi, quando non sia immerso in esse, cosa che accade, in generale, nel caso delle psicosi, quando le allucinazioni e i deliri "allontanano" in maniera apparentemente invalicabile l'esperienza del malato, da quella dello psichiatra (sano). Giunto a questa conclusione Binswanger si dedicò allora a una ricerca di una "fenomenologia oggettiva" ricavandola dall'analisi della filosofia di Heidegger.
Per la fenomenologia heideggeriana l’uomo non è semplice coscienza o mero soggetto sempre uguale a se stesso nel tempo ma è "Esser-ci" è "l’essere-nel-mondo" ossia il suo manifestarsi come esistenza e quindi concepisce se stesso in vista dei suoi progetti futuri: allora una psicoterapia non potrà che rivolgersi al futuro del paziente. «Così, la depressione sarà una patologia che consegue alla chiusura inaspettata e definitiva magari di un orizzonte di attesa, una patologia in cui l’individuo perde la sua capacità progettuale ed inizia a vivere solo nel presente, quasi identificandosi totalmente con il contesto in cui (soprav)vive.»

## Depressione esistenziale e melanconia
Secondo Eugenio Borgna possiamo distinguere una depressione esistenziale, una depressione motivata e una depressione psicotica, che a volte si confondono, mescolando cause biologiche, psicologiche e sociali. Per questo la depressione esistenziale viene spesso accostata alla malinconia, a quell'emozione cioè, caratterizzata da un costante scoramento e impotenza, che va dalla semplice e scostante sensazione malinconica a una forma anche grave di depressione. La malinconia (o melancolia, o più raramente melencolia) è infatti una sorta di tristezza di fondo a volte inconsapevole che «... prima ancora che una dimensione radicale di ogni depressione è uno stato d'animo, una Stimmung, che come l'angoscia (clinicamente del resto, angoscia e melanconia, ansia e depressione sono spesso l'una associata all'altra) riempie di sé ogni esistenza». È necessario tuttavia distinguere la depressione esistenziale, da quella motivata e da quella psicotica che manifesta una serie di sintomi tali che si manifestano in un soggetto che vive passivamente, senza prendere iniziative, adattandosi agli avvenimenti esterni con la convinzione che non lo riguardino o che in essi non possa avervi un ruolo determinante. Il depresso psicotico vive dunque il tempo come uno stato di transitorietà volgendosi verso un passato o un futuro, fuori dal tempo, che è reputato impossibile da stabilire nel presente.
«In questo senso, la psicoterapia si pone nell'ottica di cercare di aprire, partendo dai modi di essere e fare esperienza del paziente, nuovi orizzonti di senso che lo "rilancino" verso il suo futuro. Al contrario, se l’assunto di base circa la natura umana ci porta a paragonare l’uomo ad una macchina è indubbio che la psicopatologia sarà considerata come un errore di funzionamento della mia macchina-cervello e dunque la psicoterapia sarà un intervento tecnico di riparazione del guasto.»
La psicoterapia deve invece avere «... come oggetto [non] il cervello ma [...] un soggetto, una persona, analizzata e descritta nelle sue emozioni, nei suoi pensieri, nelle sue fantasie, nelle sue immaginazioni: nei suoi modi di essere che non si identificano nel comportamento ma nei significati che si esprimono in ogni singolo comportamento.»

## Approcci psicoterapici
La tecnica più largamente utilizzata è la psicoterapia psicodinamica, parzialmente basata sulla psicoanalisi e con importanti aspetti sulla vita sociale e interpersonale. In una meta-analisi effettuata su tre studi controllati su interventi di breve psicoterapia psicodinamica di supporto, questa tecnica è stata dimostrata efficace come la terapia farmacologica nella depressione da lieve a moderata.
La logoterapia, una forma di psicoterapia esistenziale sviluppata dallo psichiatra austriaco Viktor Frankl che tende a colmare il "vuoto esistenziale" associato ai sentimenti di inutilità e insensatezza. È dimostrato che questo tipo di intervento psicoterapico possa essere utile per la depressione negli adulti. Altri tipi di psicoterapia sono: la terapia cognitiva, la terapia comportamentale, la psicoterapia adleriana, la psicoterapia ericksoniana, il training autogeno e la psicoterapia cognitiva post-razionalista. Tra le tecniche psicoterapiche possono essere inserite anche le tecniche di meditazione e di respirazione che in alcuni studi hanno dimostrato essere utili nel trattamento di depressione ed ansia, da cui sono nati anche dei protocolli standardizzati e validati come quelli basati sulla meditazione mindfulness.